# Panglima Linting
Panglima Linting is een bestuurslaag in het regentschap Gayo Lues van de provincie Atjeh, Indonesië. Panglima Linting telt 777 inwoners (volkstelling 2010).